# ميخائيل روز (ضابط)
ميخائيل روز (بالإنجليزية: Michael Rose)‏ هو ضابط بريطاني، ولد في 5 يناير 1940 في الراج البريطاني في المملكة المتحدة لبريطانيا العظمى وأيرلندا.

## وصلات خارجية
- ميخائيل روز على موقع الموسوعة البريطانية (الإنجليزية)